# Пірати (фільм, 2005)
«Пірати» (англ. Pirates), також відомий як Pirates XXX, — пригодницький фільм для дорослих, знятий кінокомпаніями Digital Playground та Adam & Eve. Фільм був виданий в 2005 році, а головні ролі в ньому зіграли Джессі Джейн, Кармен Лувана, Джанін Ліндмалдер, Тіган Преслі, Девон, Дженавів Джоулі та Еван Стоун. «Пірати» є пародією на голлівудський фільм «Пірати Карибського моря: Прокляття «Чорної перлини»».
Зі слів продюсерів фільму, «Пірати» є найдорожчим порнофільмом в історії індустрії і кошторис його складає близько 1 млн доларів.

## Виробництво
Фільм був знятий з використанням камер високого розширення і в ньому присутні більше 300 спец-ефектів. Спеціально для фільму був створений саундтрек, який пізніше вийшов окремим CD. Деякі сцени з фільму знімались на кораблі «Баунті II» — точної копії корабля «Баунті», який розташований в місті Сент-Пітерсбург у Флориді. Власники корабля дозволили знімати на ньому фільм, так як не знали, який фільм буде зніматися, думаючи, що це буде піратський фільм для сімейного перегляду.
Спочатку фільм був виданий на трьох DVD дисках (фільм в стандартній DVD-якості, з високою роздільною здатністю і диск із спеціальними сценами, які не увійшли у фільм) і коштував 70 доларів. 11 липня 2006 року була видана спеціальна версія з рейтингом R. Пізніше фільм був виданий у форматі Blu-ray та HD-DVD.

## У ролях
- Джессі Джейн — Джулес
- Кармен Лувана — Ізабелла
- Джанін Ліндмалдер — Серена
- Девон — Мейделін
- Тіган Преслі — Крістіна
- Еван Стоун — капітан Едвард Рейнольдс
- Томмі Ганн — капітан Ерік Віктор Стагнетті
- Кріс Слейтер — Мануель Венесуела
- Остін Мур — Анджеліна
- Дженавів Джоулі — пірат-танцівниця
- Стівен Сент Кроіх — Марко
- Nhan — Ву Чу

## Премії
AVN Awards:
- Best Video Feature
- Best DVD
- Best Director — Video (Joone)
- Best Actress — Video (Janine Lindemulder)
- Best High-Definition Production
- Best All-Girl Sex Scene — Video (Janine Lindemulder and Jesse Jane)
- Best Special Effects
- Best Actor — Video (Evan Stone)
- Best Music
- Best Supporting Actor — Video (Tommy Gunn)
- Best On-Line Marketing Campaign

XRCO awards:
- Best Release (2005)
- Epic (2005)

Adult DVD Empire Awards:
- 2005 Editor’s Choice
- 2005 Best Overall DVD
- 2005 Best DVD Menu Design
- 2005 Best DVD Video Quality
- 2005 Best DVD Audio Quality
- 2005 Viewer’s Choice